# Saint-Julien-des-Landes
Saint-Julien-des-Landes – miejscowość i gmina we Francji, w regionie Kraj Loary, w departamencie Wandea.
Według danych na rok 1990 gminę zamieszkiwało 1 075 osób, a gęstość zaludnienia wynosiła 38 osób/km² (wśród 1504 gmin Kraju Loary Saint-Julien-des-Landes plasuje się na 546. miejscu pod względem liczby ludności, natomiast pod względem powierzchni na miejscu 320.).